# Cosmin Corendea
Cosmin-Ioan Corendea (n. 20 mai 1976) este un politician și jurist român, ales în 2024 deputat de Giurgiu din partea partidului Alianța pentru Unirea Românilor (AUR). Ca jurist, este expert în drept internațional, domeniu în care a contribuit la conceptul de drept internațional hibrid, în activitatea sa de la United Nations University.

## Educație și carieră academică
Născut și crescut în București, capitala Republicii Socialiste România, pe 20 mai 1976, Corendea a absolvit Facultatea de Drept la București și și-a continuat studiile în Statele Unite, unde a obținut un Master în Drept (LL.M.) la Universitatea Catolică St. Thomas din Miami.
În cariera sa legală, Corendea a activat ca expert legal la Institutul pentru Mediu și Siguranță Umană din cadrul Universității Națiunilor Unite.
Corendea a avut un aport asupra cercetării din domeniul juridic prin publicarea diverselor articole academice.

## Cariera politică

### Deputat (2024–prezent)

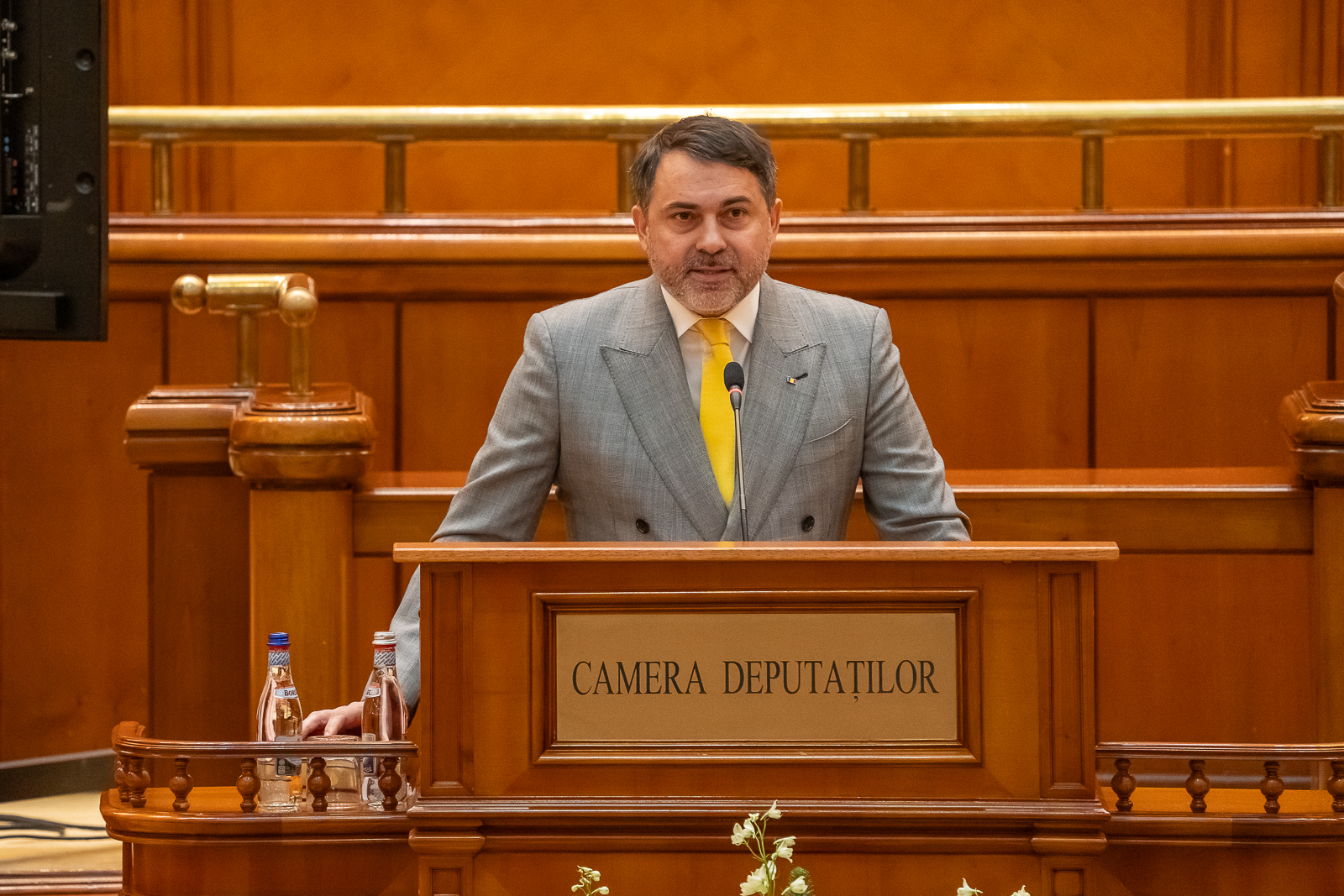
Corendea depunând jurământul, 21 decembrie 2024

În martie 2024, Corendea s-a alăturat Partidului Alianța pentru Unirea Românilor (AUR), aceasta fiind prima sa afiliere politică. Corendea se declară un susținător al „reconstrucției atmosferei politice din România” și al „recâștigării identității naționale”. În urma alegerilor parlamentare din 2024 pe 1 decembrie, Corendea a fost ales membru al Camerei Deputaților în circumscripția nr. 19 Giurgiu, preluând mandatul pe 21 decembrie. Ca deputat este vicepreședinte al Comisiei pentru politică externă, precum și Comisiei pentru afaceri europene. În plus, Corendea este președintele grupurilor parlamentare de prietenie pentru China și Singapore.
În mai 2025, el a criticat favorizarea femeilor la angajare în aparatul de stat. Pe 24 iunie a aceluiași an, Corendea a criticat numirea Oana Țoiu (USR) în funcția de ministru de externe, afirmând „Suntem șocați de propunerea partidului pentru portofoliul la Ministerul de Externe. O bătaie de joc pentru scaunul în care odinioară a fost Ghica, Kogălniceanu, Nicolae Titulescu, iar acum ajunge la doamna Oana Țoiu”.